# Alice Finot
Alice Finot (* 9. Februar 1991 in Montbéliard) ist eine französische Langstrecken- und Hindernisläuferin. Seit 2024 ist sie Inhaberin des Europarekorde über 3000 m Hindernis und im selben Jahr wurde sie über diese Distanz in Rom Europameisterin.

## Sportliche Laufbahn
Erste internationale Erfahrungen sammelte Alice Finot im Jahr 2021, als sie bei den Halleneuropameisterschaften Toruń im 3000-Meter-Lauf in 8:46,54 min die Silbermedaille hinter der Britin Amy-Eloise Markovc gewann. Im Jahr darauf siegte sie in 9:21,41 min über 3000 Meter Hindernis beim Meeting Iberoamericano und anschließend wurde sie beim Bauhaus-Galan in Stockholm mit neuem Landesrekord von 9:19,59 min. Daraufhin klassierte sie sich bei den Weltmeisterschaften in Eugene mit 9:21,40 min im Finale auf dem zehnten Platz. 2023 belegte sie bei den Weltmeisterschaften in Budapest mit neuem Landesrekord von 9:06,15 min im Finale den fünften Platz. Im Jahr darauf überraschte sie bei den Europameisterschaften in Rom, als sie ohne Vorrennen in 9:16,22 min die Goldmedaille gewann. Anschließend wurde sie beim Meeting de Paris in 9:05,01 min Zweite, ehe sie bei den Olympischen Sommerspielen in Paris im Finale mit neuem Europarekord von 8:58,67 min den vierten Platz belegte.
In den Jahren 2020, 2022 und 2024 wurde Finot französische Meisterin im 3000-Meter-Hindernislauf sowie 2021 Hallenmeisterin über 3000 Meter.

## Persönliche Bestzeiten
- 1500 Meter: 4:07,57 min, 25. Mai 2024 in Maia
- 3000 Meter: 9:35,48 min, 14. Mai 2022 in Valladolid
  - 3000 Meter (Halle): 8:44,47 min, 25. Februar 2023 in Birmingham
- 5000 Meter: 15:35,94 min, 17. Mai 2024 in Vigo
- 3000 m Hindernis: 8:58,67 min, 6. August 2024 in Paris (Europarekord)